# いきいき!夢キラリ
いきいき!夢キラリ（いきいき ゆめキラリ）は、2004年4月から民間放送教育協会加盟局で放送されていたドキュメンタリー番組。財団法人民間放送教育協会（民教協）が制作しており、系列の枠組みにとらわれずに、全国の民放テレビ局で放送されていた（字幕放送）。

## 概要
テレビ朝日では2008年3月8日放送分（その他の局は日時が前後する）で最終回となり、代わって4月19日放送分より「発見!人間力」が放送された。内容は引き続きドキュメンタリーとなる。
前番組「親の目・子の目」からの流れで、番組中はコマーシャルが一切放送されない。その代わり番組の始めと終わりにカウキャッチャー・ヒッチハイク扱いのCMが数本放送されていた。
CS放送の朝日ニュースターでは過去の放送回を再放送していた。

## ネット局
| 放送地域       | 放送局           | 放送時間           |
| -------------- | ---------------- | ------------------ |
| 北海道         | 北海道放送       | 月曜 10:50 - 11:20 |
| 青森県         | 青森放送         | 月曜 10:25 - 10:55 |
| 岩手県         | IBC岩手放送      | 火曜 10:50 - 11:20 |
| 秋田県         | 秋田放送         | 水曜 10:25 - 10:55 |
| 山形県         | 山形放送         | 火曜 10:55 - 11:25 |
| 宮城県         | 東北放送         | 月曜 10:50 - 11:20 |
| 福島県         | 福島テレビ       | 月曜 10:25 - 10:55 |
| 新潟県         | 新潟放送         | 金曜 10:50 - 11:20 |
| 富山県         | 北日本放送       | 水曜 10:50 - 11:20 |
| 石川県         | 北陸放送         | 月曜 10:50 - 11:20 |
| 福井県         | 福井放送         | 水曜 11:00 - 11:30 |
| 長野県         | 信越放送         | 月曜 10:50 - 11:20 |
| 山梨県         | 山梨放送         | 月曜 9:55 - 10:25  |
| 関東広域圏     | テレビ朝日       | 土曜 6:00 - 6:30   |
| 静岡県         | 静岡放送         | 木曜 10:50 - 11:20 |
| 中京広域圏     | メ〜テレ         | 日曜 6:00 - 6:30   |
| 近畿広域圏     | 朝日放送         | 日曜 6:00 - 6:30   |
| 鳥取県・島根県 | 日本海テレビ     | 木曜 9:55 - 10:25  |
| 鳥取県・島根県 | 山陰放送         | 火曜 10:00 - 10:30 |
| 広島県         | 中国放送         | 日曜 5:45 - 6:15   |
| 山口県         | 山口放送         | 金曜 9:55 - 10:25  |
| 香川県・岡山県 | 西日本放送       | 火曜 9:55 - 10:25  |
| 徳島県         | 四国放送         | 水曜 11:00 - 11:30 |
| 愛媛県         | 南海放送         | 木曜 10:55 - 11:25 |
| 高知県         | 高知放送         | 月曜 10:00 - 10:30 |
| 福岡県         | RKB毎日放送      | 日曜 6:15 - 6:45   |
| 長崎県         | 長崎放送         | 土曜 7:00 - 7:30   |
| 大分県         | 大分放送         | 日曜 6:15 - 6:45   |
| 熊本県         | 熊本放送         | 水曜 10:50 - 11:20 |
| 宮崎県         | 宮崎放送         | 月曜 10:50 - 11:20 |
| 鹿児島県       | 南日本放送       | 火曜 14:55 - 15:25 |
| 沖縄県         | 沖縄テレビ       | 水曜 15:30 - 16:00 |
| 沖縄県         | 琉球放送         | 金曜 10:50 - 11:20 |
| 日本全国       | BS朝日           | 土曜 11:00 - 11:30 |
| 日本全国       | 朝日ニュースター | 過去の再放送       |

※山陰地方（鳥取県・島根県）と沖縄県は民間放送教育協会に2局が加盟しているが同じ内容を時差放送していた。山陰の2局は同じ曜日（木曜日）に時差放送していたこともある（かつては5分間のみの違いであり、ほぼ2局同時放送だった）。